# Rudolph Glossop
Rudolph Glossop (* 17. Februar 1902 in Bakewell; † 1. März 1993 in Cornwall) war ein britischer Geotechniker.
Glossop studierte an der Royal School of Mines des Imperial College, wo er 1924 seinen Abschluss machte. Dann arbeitete er als Bergbauingenieur in Kanada, lehrte kurz an der Birmingham University, um dann als Bauingenieur bei der Baufirma John Mowlem & Co. ab 1930 in Kraftwerksprojekten und U-Bahn Projekten zu arbeiten. Mitte der 1930er Jahre arbeitete er während der Rezession wieder als Bergbauingenieur und leitete in der Goldküste eine Mine. Ab 1937 war er wieder in England, wo er für seine alte Firma Mowlem an der Londoner U-Bahn Erweiterung arbeitete. Mit eigentlicher Bodenmechanik kam er bei den Sanierungsarbeiten des abgerutschten Chingford Damms in Kontakt, bei dem auch Karl von Terzaghi als Berater wirkte und der vielfach als Gründungsdatum der modernen Bodenmechanik in England gilt. Glossop leitete vor Ort ein bodenmechanisches Labor in Zusammenarbeit mit der Building Research Station (BRS). Er rettete das Labor auch über die Zeit, als er Anfang des Zweiten Weltkriegs mit dem Bau von Flugplätzen beschäftigt war, und 1943 gründete er mit Hugh Golder (der von der BRS zu Mowlem kam) und Harold Harding (dem Chef von Mowlem) das geotechnische Labor Soil Mechanics Ltd., das erste seiner Art in England, das schnell erfolgreich war und expandierte. Glossop war 1944 bis 1973 dessen Direktor und ab 1951 auch in der Leitung von Mowlems.
Er war auch wesentlich 1948 an der Gründung der Zeitschrift Géotechnique mit Hugh Golder beteiligt. Auch an der Gründung des Quarterly Journal of Engineering Geology 1965 war er beteiligt. Er war Mitgründer der Untergruppe Ingenieurgeologie der Geological Society und 1965 bis 1968 deren Leiter. 1968 war er Rankine Lecturer (The rise of geotechnology and its influence in engineering practice). 1970 wurde er Fellow des Imperial College, 1978 der Royal Academy of Engineering und 1962 erhielt er die George Stephenson Medal der Institution of Civil Engineers.
Glossop schrieb auch historische Arbeiten zur Geotechnik, zum Beispiel über Bodeninjektion und die Verwendung von Druckluft im Tunnel- und Schachtbau.